# Вінтерстаун (Пенсільванія)
Вінтерстаун (англ. Winterstown) — місто (англ. borough) в США, в окрузі Йорк штату Пенсільванія. Населення — 608 осіб (2020).

## Географія
Вінтерстаун розташований за координатами 39°50′27″ пн. ш. 76°37′3″ зх. д. / 39.84083° пн. ш. 76.61750° зх. д. (39.840804, -76.617431).  За даними Бюро перепису населення США в 2010 році місто мало площу 6,25 км², уся площа — суходіл.

## Демографія
Згідно з переписом 2010 року, у селищі мешкали 632 особи в 249 домогосподарствах у складі 186 родин. Густота населення становила 101 особа/км².  Було 259 помешкань (41/км²).
Расовий склад населення:
| - 98,9 % — білих - 0,3 % — азіатів |

До двох чи більше рас належало 0,8 %. Частка іспаномовних становила 0,8 % від усіх жителів.
За віковим діапазоном населення розподілялося таким чином: 18,2 % — особи молодші 18 років, 66,5 % — особи у віці 18—64 років, 15,3 % — особи у віці 65 років та старші. Медіана віку мешканця становила 45,2 року. На 100 осіб жіночої статі у селищі припадало 95,1 чоловіків;  на 100 жінок у віці від 18 років та старших — 98,8 чоловіків також старших 18 років.
Середній дохід на одне домашнє господарство  становив 62 482 долари США (медіана — 53 214), а середній дохід на одну сім'ю — 76 925 доларів (медіана — 69 750). Медіана доходів становила 46 875 доларів для чоловіків та 33 393 долари для жінок. За межею бідності перебувало 5,4 % осіб, у тому числі 1,2 % дітей у віці до 18 років та 4,6 % осіб у віці 65 років та старших.
Цивільне працевлаштоване населення становило 245 осіб. Основні галузі зайнятості: освіта, охорона здоров'я та соціальна допомога — 20,8 %, роздрібна торгівля — 20,4 %, виробництво — 10,2 %, науковці, спеціалісти, менеджери — 8,6 %.